# Distretto di Mbarara
Il distretto di Mbarara è un distretto dell'Uganda, situato nella Regione occidentale.

## Posizione
Il distretto di Mbarara confina con il distretto di Ibanda a nord, il distretto di Kiruhura a est, il distretto di Isingiro a sud-est, il distretto di Ntungamo a sud-ovest, il distretto di Sheema a ovest e il distretto di Buhweju a nord-ovest. Il quartier generale del distretto a Mbarara, la città più grande della sottoregione, si trova a circa 290 chilometri (180 miglia), su strada, a sud-ovest di Kampala, la capitale dell'Uganda e la più grande area metropolitana.